# 哈桑二世
哈桑二世（Hassan II，1929年7月9日—1999年7月23日），摩洛哥国王，前国王穆罕默德五世的长子。1957年7月9日，被正式立为王储，1961年2月26日穆罕默德五世病逝，3月3日，哈桑正式继承王位，尊号哈桑二世。1999年7月23日，哈桑二世因心脏病突发而去世，葬於其父穆罕默德五世之側。

## 人權紀錄
在1965年卡萨布兰卡阿拉伯联盟会议上邀请了摩萨德和以色列國家安全局特工，哈桑二世与以色列情报部门建立了秘密的互惠关系，以色列情报部门在法国巴黎绑架摩洛哥持不同政见者和左翼反对派领导人迈赫迪·本·巴尔卡。迈赫迪·本·巴尔卡最後下落不明。

## 家庭
1961年与阿特拉山区柏柏尔部族首领之女拉拉·拉蒂法结婚，育有2子3女:
- 拉拉·梅莲穆公主（1962年8月26日出生）=福阿德·菲拉利
  - 拉拉·Soukaïna·菲拉利（1986年—）
  - 穆萊·伊德里斯·菲拉利（1988年—）
- 穆罕默德六世（1963年8月21日出生）=薩爾瑪·本納尼
  - 穆萊·哈桑（摩洛哥王儲）
  - 拉拉·卡蒂嘉公主
- 拉拉·阿斯玛公主（1965年9月29日出生）=哈立德·Bouchentouf
  - 穆萊·耶齊德·Bouchentouf（1988年—）
  - 拉拉·Nuhaila·Bouchentouf（1992年—）
- 拉拉·哈斯娜公主（1967年11月19日出生）=哈立德·Benharbit
  - 拉拉·Oumaïma·Benha（1995年—）
  - 拉拉·Oulaya·Benharbit（1997年—）
- 穆莱·拉希德王子（1970年6月20日出生）